# Schwielochsee (gmina)
Schwielochsee (dolnołuż. Gójacki jazor) – gmina w Niemczech w kraju związkowym Brandenburgia, w powiecie Dahme-Spreewald, wchodzi w skład urzędu Lieberose/Oberspreewald.